# Who Threw the Whiskey in the Well

Lucky Millinder-Who Threw The Whiskey in the Well?

Who Threw the Whiskey in the Well? ist ein Rhythm and Blues Song, der 1945 von Lucky Millinder and His Orchestra mit Wynonie Harris als Sänger auf Decca veröffentlicht wurde.
Der Song wurde im April 1945 veröffentlicht und erreichte Platz 1 der Rhythm-and-Blues-Charts. Er blieb vom 14. Juli bis 1. September 1945 auf diesem Platz und verblieb insgesamt fünf Monate in der Hitliste. Der Song war auch beim weißen Publikum beliebt und erreichte in den Pop Charts Platz 7, ein für einen Schwarzen in der damaligen Zeit ungewöhnlicher Erfolg. 1946 veröffentlichte Bullmoose Jackson eine Antwort auf Millinders erfolgreichen Song (“I Know Who Threw the Whiskey in the Well”), die für ihn sein erster Hit wurde.